# Christakīs Mauros
Christakīs Mauros (in greco: Χριστάκης Μαύρος; 30 aprile 1960) è un ex calciatore cipriota, di ruolo attaccante.

## Carriera
Ha giocato due partite per la nazionale cipriota.